# 8853 Gerdlehmann
A 8853 Gerdlehmann (ideiglenes jelöléssel 1991 GC10) a Naprendszer kisbolygóövében található aszteroida. Freimut Börngen fedezte fel 1991. április 9-én.